# Étang du Joncru
L'étang du Joncru est une étendue d'eau douce située à l'arrière dune du littoral girondin, sur la commune du Porge, dans la région Nouvelle-Aquitaine dans les Landes du Médoc.
D'une superficie d'environ 5 ha, il fait partie du chapelet de lacs disposés selon un axe nord-sud parallèle au rivage atlantique. Par le canal des Étangs de très faible déclivité et des réseaux de crastes il communique cinq kilomètres au nord avec l'étang de Lacanau — un des grands lacs landais — et au sud avec le bassin d'Arcachon.

## Topographie
En 2011 l'altitude de l'étang est mesuré à 11,9 m NGF. Il est entouré d'une vaste zone marécageuse jointive avec celle qui ceint l'étang de Lède basse, traversée et drainée par le canal des Étangs et par plusieurs fossés ou crastes et d'une altitude culminant à 13 m NGF.
En 1878, après le creusement du canal et autres travaux de dessèchement, sa superficie est estimée à 30 hectares, contre seulement 5 hectares en 1968.

## Écologie
Les berges de l'étang accueillent des flores protégées caractéristiques de substrats tourbeux ou  para-tourbeux (Caropsis verticillatoinundata,  Eriophorum  angustifolium, Rhynchospora fusca, etc.). Subsistent au milieu de la pinède des landes humides et des prairies à molinie. 
L'étang est fréquenté par les loutres et par une population assez abondante de cistudes. Le papillon fadet des laîches est présent dans les zones humides.
Cet étang, ceux de Batourtot, de Batejin, de Lède basse — son voisin immédiat — et de Langouarde sont parfois regroupés sous le noms d'« étangs du Porge ». Avec le canal des Étangs qui les relie hydrauliquement, ils sont inscrits en 1967 à l'inventaire des sites pittoresques du département de la Gironde et inclus dans une Zone nationale d'intérêt écologique, faunistique et floristique (ZNIEFF).

## Divers
- L'étang est une propriété privée entièrement clôturée, avec une activité de chasse à la tonne[réf. souhaitée].
- Il portait au XVIe siècle le nom de lagune de Saussats[6],[7], d'étang de Youcru au milieu du XIXe siècle[2].
- Entre cet étang et celui de Lède basse se dressait au moins du XVIe siècle au XVIIIe siècle une chapelle ou église, restée dans la toponymie locale sous le nom de Gleyse vieille[7].